# New Jersey Transit
De New Jersey Transit Corporation, beter bekend onder de afkorting NJ Transit, is een Amerikaanse vervoersorganisatie die allerlei soorten openbaar vervoer in en rond New Jersey verzorgt. De diensten van NJ Transit reiken bovendien tot in New York, en Philadelphia in Pennsylvania. NJ Transit verzocht openbaar vervoer met Bus, Lightrail en Voorstadstrein.
Qua vierkante kilometer (13,790 km²) is NJ Transit de grootste staats maatschappij van de Verenigde Staten en het op derde na grootste openbaar vervoers maatschappij qua passagiers in de Verenigde Staten.

## Netwerk

### Bus Netwerk

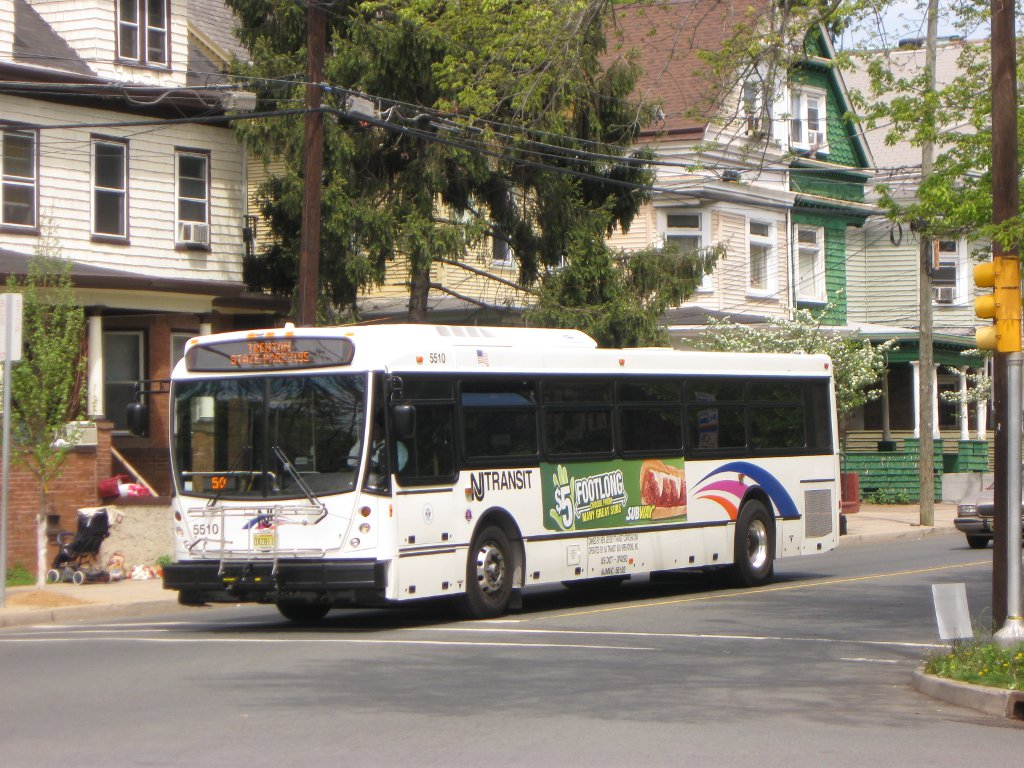
een NJ Transit bus in Trenton.

NJ Transit Bus Operations beheert een busnetwerk van 871 buslijnen, meer dan 18,000 bushaltes en 2,477 bussen. Het netwerk loopt uit naar New York en Philadelphia.

### Lightrail
NJ Transit beheert 3 Lightrail-lijnen verdeeld over 6 routes.
- 3 routes op de Hudson-Bergen Light Rail, heeft 24 haltes en is 33,2 km lang.
- 2 routes op de Newark Light Rail, heeft 12 haltes en is 6,9 km lang.
- 1 route op de River Line, heeft 21 haltes en is 55 km lang. Wordt met Stadler GTW treinstellen bereden.

### Voorstadstreinen

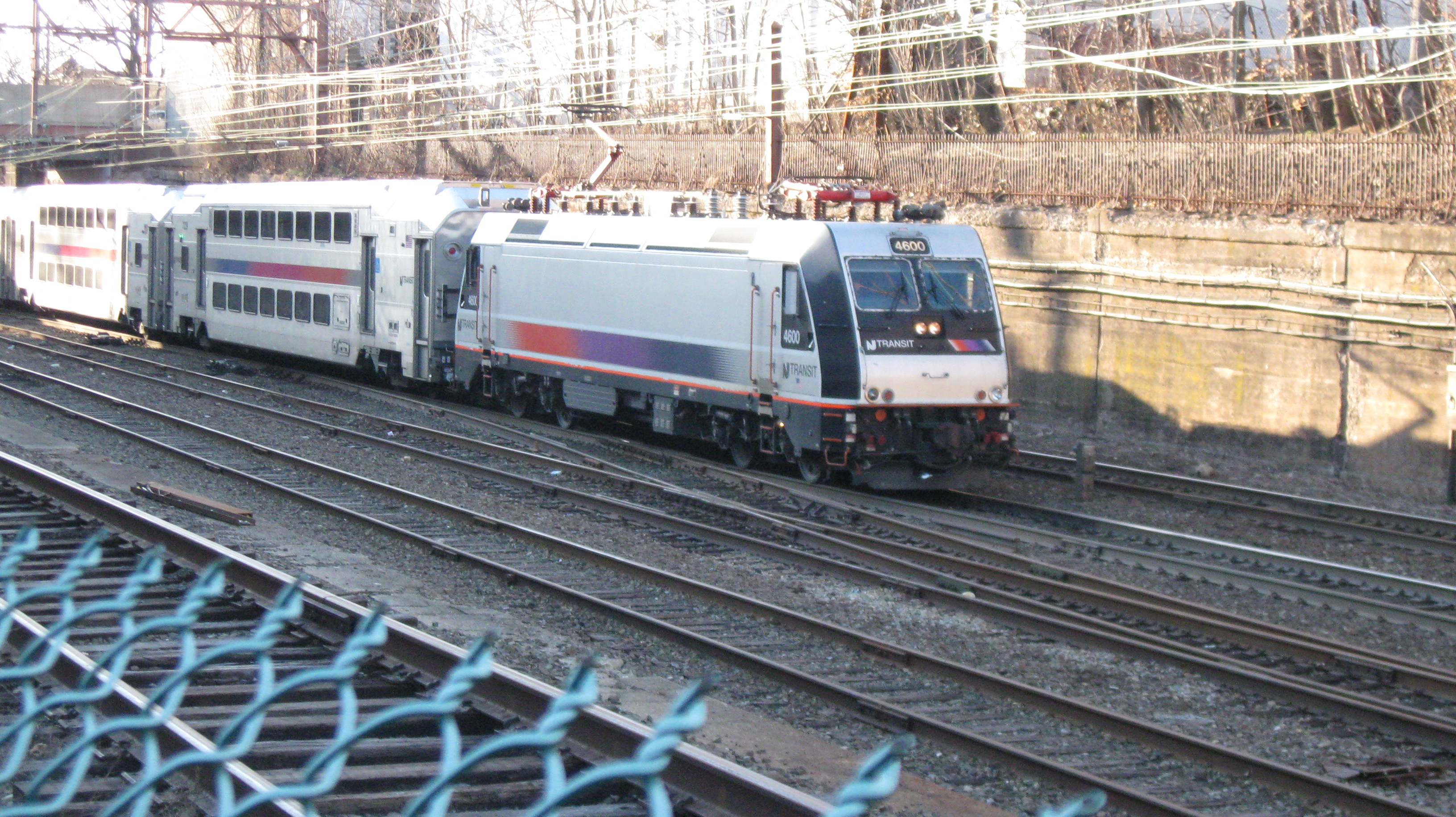
een elektrische trein van NJ Transit in de plaats Summit.

NJ Transit Rail Operations heeft 11 voorstadslijnen en heeft 162 stations.
- Atlantic City Line
- Bergen County Line
- Main Line
- Meadowlands Rail Line
- Montclair-Boonton Line
- Morris & Essex Lines, bestaat uit
  - Morristown Line
  - Gladstone Branch
- North Jersey Coast Line
- Northeast Corridor Line, deze lijn is onderdeel van de Northeast Corridor.
  - Princeton Branch
- Pascack Valley Line, wordt door Metro-North Railroad onder contract bereden.
- Raritan Valley Line

NJ Transit heeft meer dan 100 diesellocomotieven, 61 elektrische locomotieven en 230 elektrische treinstellen.
NJ Transit rijdt ook de treindienst op de Port Jervis Line onder contract met Metro-North Railroad.

## Goederen
Hoewel NJ Transit geen goederen vervoert, mogen andere spoorwegmaatschappijen het spoor van NJ Transit gebruiken via spoorwegovereenkomsten. De CSX, Norfolk Southern, Cape May Seashore Lines, Morristown and Erie Railway en Southern Railroad of New Jersey zorgen voor het goederenvervoer op de NJ Transit lijnen. Daarnaast bezit NJ Transit over een aantal goederenlijnen.